# Sovinizmus
A sovinizmus a saját nép vagy csoport felsőbbrendűségébe vagy uralmába vetett ésszerűtlen hit, vagy olyan politikai ideológia, ami alatt általában a hazafiság fanatikus megnyilvánulását értik, a haza vagy nemzet elvakult imádatát, kritika nélküli csodálatát tükröző, annak felsőbbrendűségét hirdető nézeteket. 

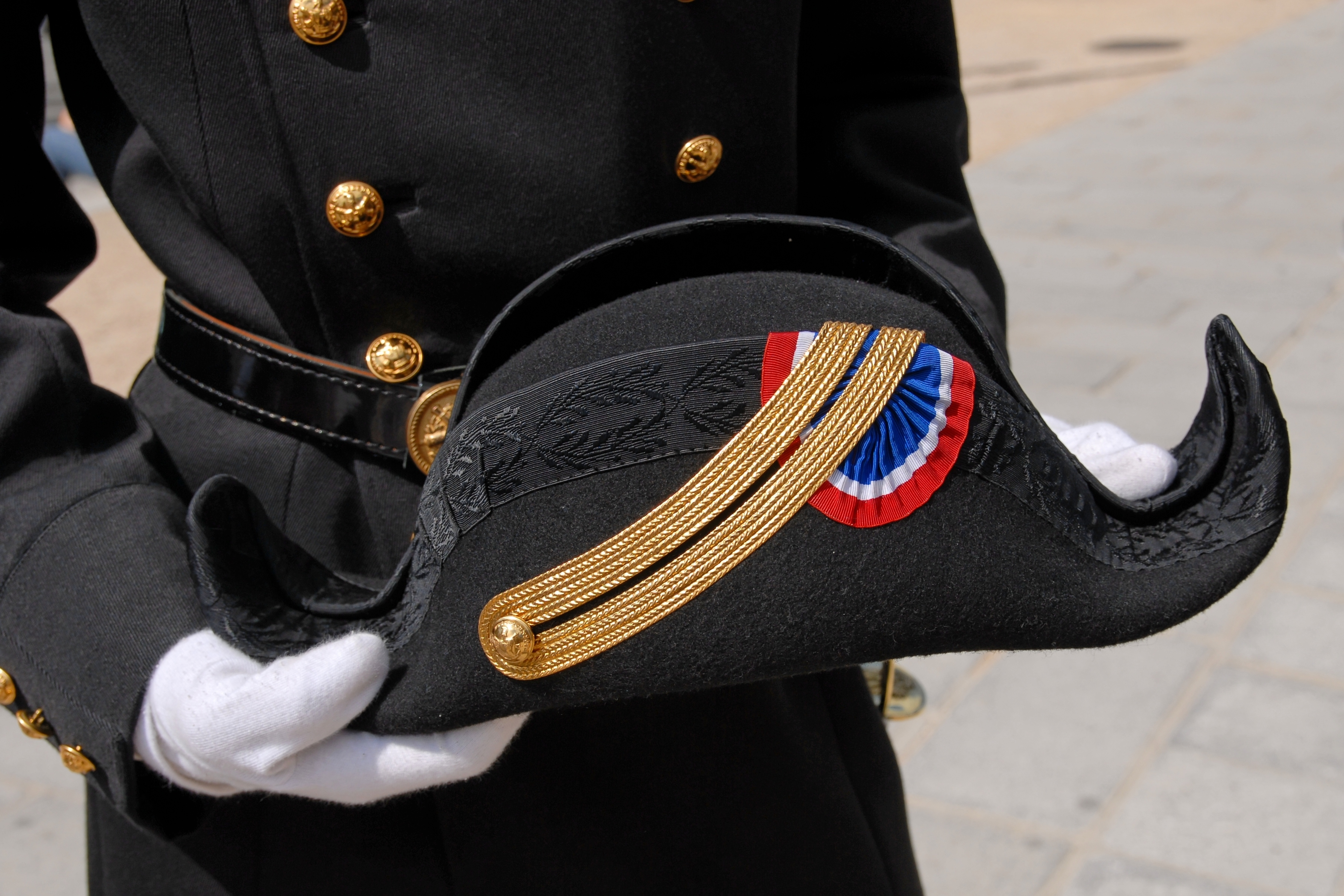
Francia kokárda, A sovinizmus szó a Cogniard-fivérek La cocarde tricolore (A nemzetiszínű kokárda) című vígjátéka alapján terjedt el

Az eredeti értelmében gyakran szélsőséges nacionalizmus, amelyben az egy nemzet tagjai felsőbbrendűnek érzik magukat más nemzetekhez képest. A szociológiában gyakran használják a kifejezést más felsőbbrendű attitűdök jellemzésére, mint például a szociális vagy nem-specifikus sovinizmus.
Köznapi használatban gyakran keveredik a nacionalizmussal és a hazafiság fogalmával, de ezek a fogalmak nem ugyanazt jelentik: a nacionalizmus és a sovinizmus politikai ideológia, míg a hazafiság inkább erkölcsi nézet és érzület, ami a haza eszményét erkölcsi hivatkozási pontnak állítja be.
A sovinizmus a mi-ők ellentétből indul ki, amikor a nemzeti felsőbbrendűség dominál, összekapcsolódva a másik nemzet lekicsinylésével, esetenkénti megsemmisítésének szándékával.
A szó tágabb értelemben bármi másra irányuló fanatikus, ellentmondást nem tűrő rajongást is kifejezhet, például nyelvi sovinizmus, nemi sovinizmus stb. Sovén, soviniszta az, akire a sovinizmus jellemző.
Az 1960-as és 1970-es években a soviniszta kifejezést a feminista mozgalom használta, hogy a családrendszert férfiközpontúsággal vádolja.

## Etimológia
A magyar kifejezés a francia chauvinisme (ejtsd: [ʃovinizm]) szóból ered. Az eredeti szó a legendás francia 
katona, a túlzottan hazafias újonc, Nicolas Chauvin nevéből származik, aki Bonaparte Napóleon hadseregében szolgált.
A Cogniard-fivérek (Charles-Théodore és Jean-Hippolyte Cogniard) La Cocarde tricolore (A nemzetiszínű kokárda) című vígjátéka alapján terjedt el, amelynek egyik szereplője, Nicolas Chauvin a túlzott hazafiságot személyesíti meg; vakon, ellentmondást nem tűrő módon imádja Napóleont és mindazt, ami tőle ered. A szereplő nevével ([ʃovæɳ]) illették a túlzottan hazafias katonákat az első császárság idején, akik Napóleon hódító politikájának lelkes hívei voltak.